# Neapelkrokus
Crocus imperati är en irisväxtart som beskrevs av Michele Tenore. Crocus imperati ingår i släktet krokusar, och familjen irisväxter. Inga underarter finns listade i Catalogue of Life.

## Bildgalleri

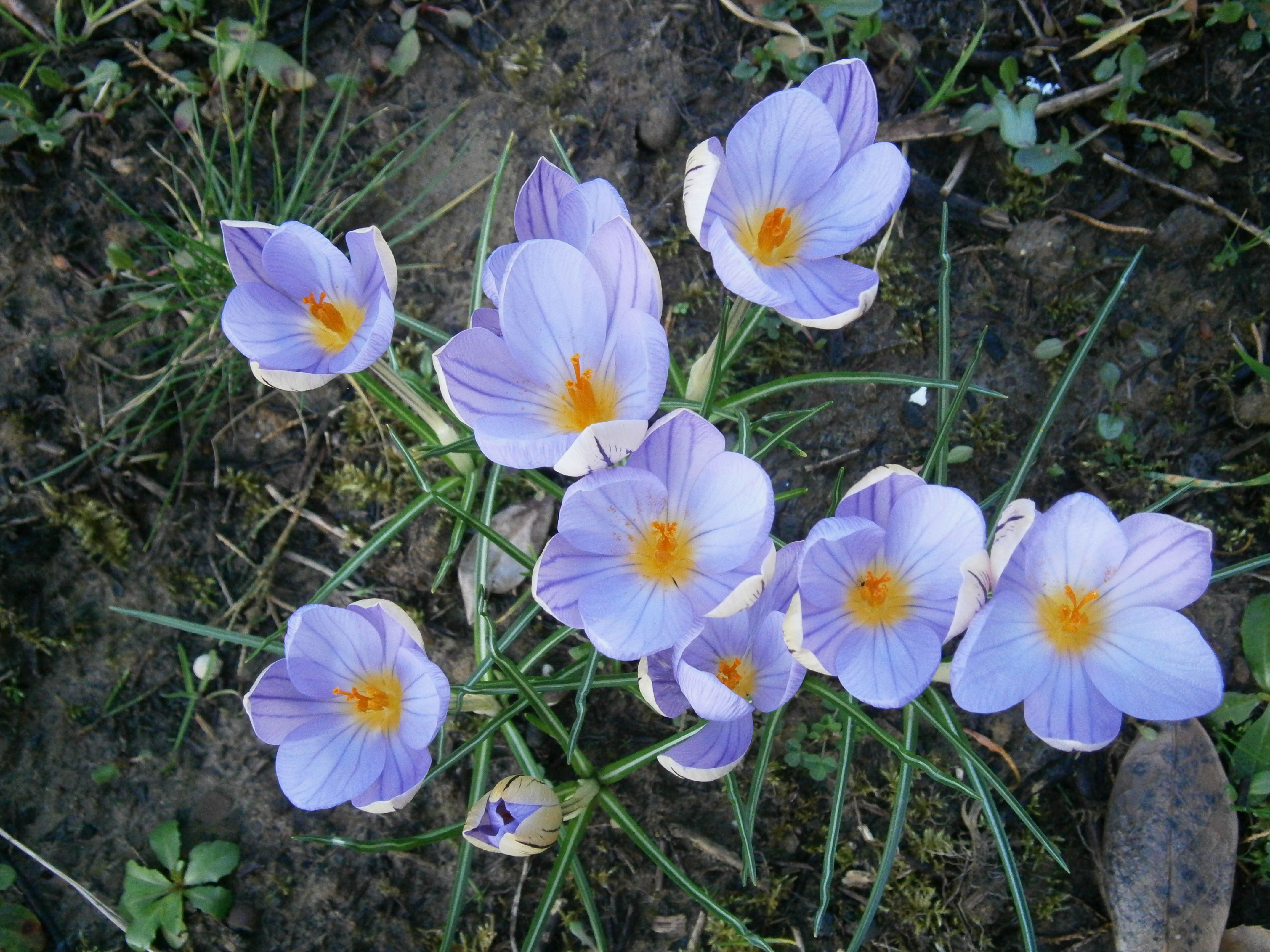
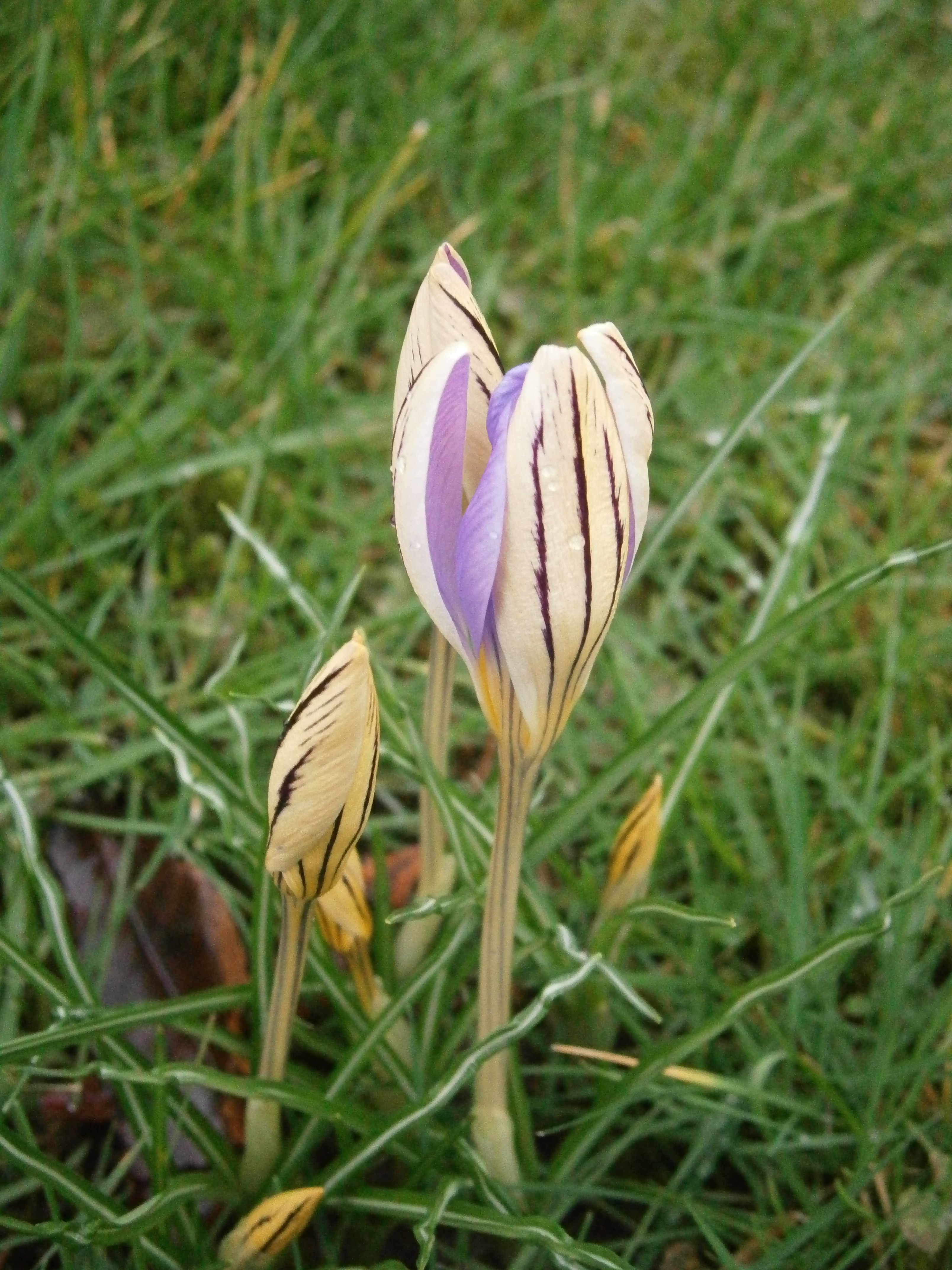
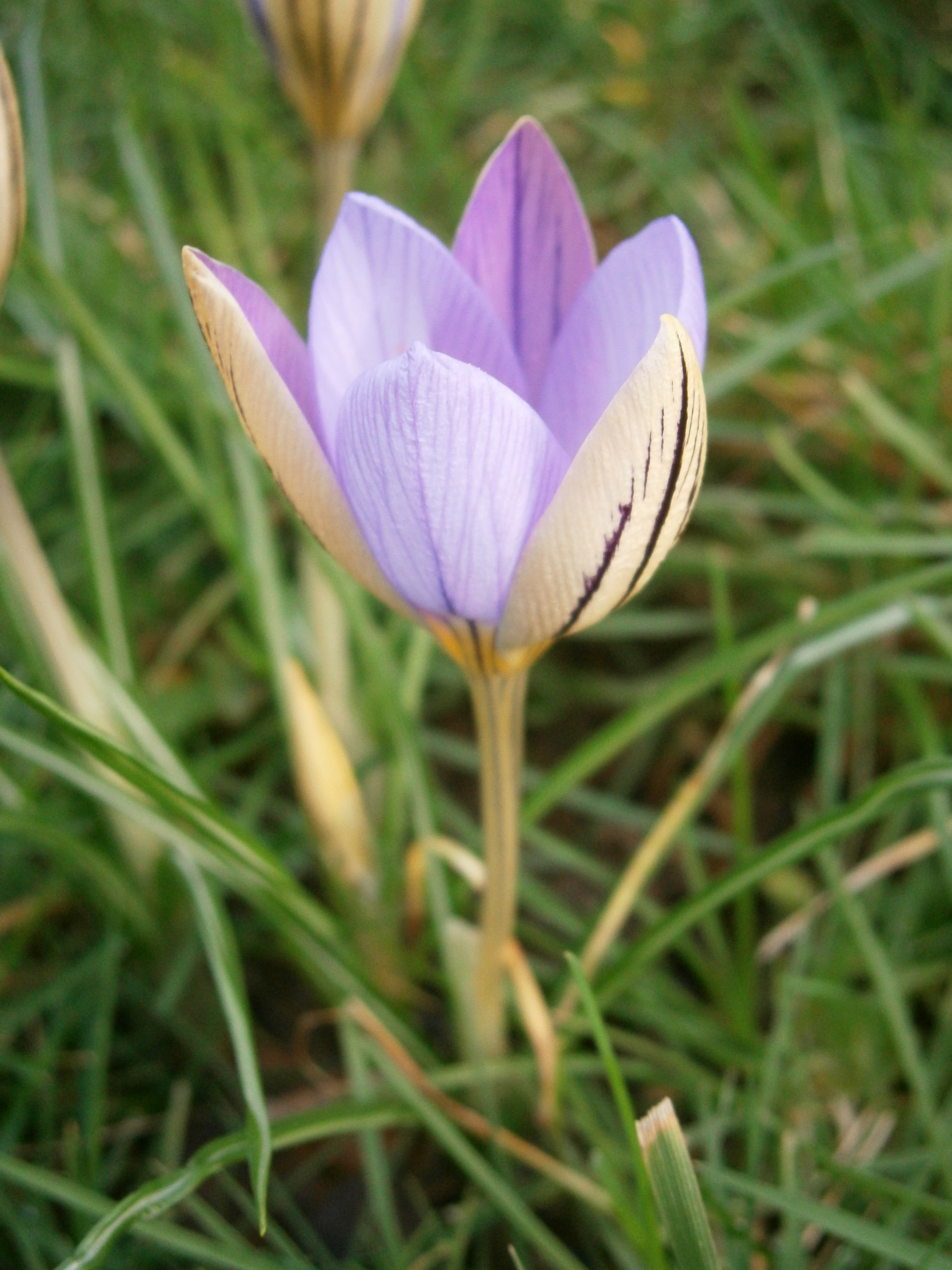
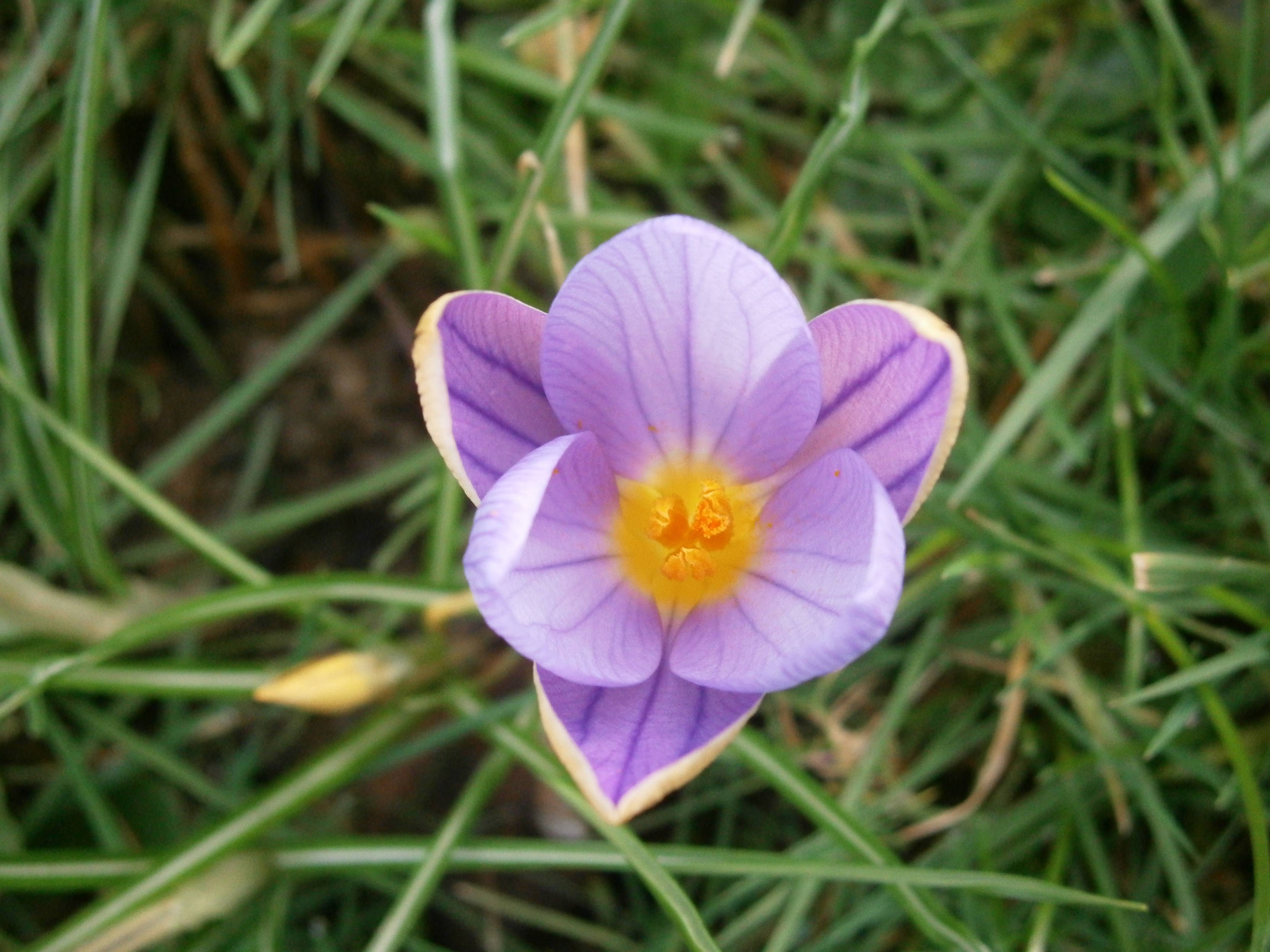